# トゥルーマン・ショー妄想
トゥルーマン・ショー妄想（トゥルーマン・ショーもうそう、英: The Truman Show delusion）は、自分の人生がやらせのリアリティ風番組（リアリティショー）である、あるいは自分の生活がカメラを通して視聴されていると信じる妄想の一種。非公式には トゥルーマン症候群（英: Truman syndrome）としても知られる。映画『トゥルーマン・ショー』に由来するこの用語は、2008年に精神科医ジョエル・ゴールドと神経哲学者イアン・ゴールドの兄弟によって考案された。
トゥルーマン・ショー妄想は公認された精神障害ではなく、『精神障害の診断と統計マニュアル』にもリストアップされていない。

## 背景
『トゥルーマン・ショー』は1998年のコメディ映画で、監督はピーター・ウィアー、脚本はアンドリュー・ニコルが担当した。ジム・キャリーが演じた登場人物トゥルーマン・バーバンクは、自分が生きている現実が人為的につくられたものであり、常時テレビで世界的に放送されていることに気づく。バーバンクの人生は、母親の胎内にいた頃からすべてテレビ放送されており、人生に登場する人物は全員が雇われた俳優だった。真実を知ったバーバンクは、自分の人生を操作してきた者たちの手から脱出するため奮闘する。
「テレビ放送される人生」という構想はこの作品以前にも存在しており、1980年代のテレビドラマシリーズ『トワイライト・ゾーン』の『スペシャル・サービス』と題するエピソードは、主人公の男が洗面台の鏡の裏にカメラを発見するシーンから始まる。男はまもなく、自分の人生が世界中のTV視聴者に向けて24時間無休で放送されていることに気づく。作家フィリップ・K・ディックはいくつかの短編小説、そして有名な1959年の小説『時は乱れて』のなかで、人為的につくられた世界と、その幻想を保つため雇われた偽の「家族」や「友人」に囲まれて生きる主人公を描写している。同様のテーマはより最近のSF小説にも繰り返し登場しており、それらの作品では『トゥルーマン・ショー』のようなリアリティ番組の要素は見られないものの、ある人物の主観的世界が他者によって創作されているという構想は共通している。

## 妄想
妄想（持続的な、誤った確信）という症状は、器質的疾患がない限り精神疾患の存在を示す。妄想の内容は（妄想を患う人物の想像力の範囲内において）極めて多様だが、被害のようないくつかのテーマが特定されている。これらのテーマは特定の診断を示唆するものとして重要視される。例として、被害妄想は伝統的に精神病（サイコシス）と関連づけられている。

### 文化的影響
妄想の内容はその人物の人生経験と常に結びついており、その時代の文化から大きな影響を受ける可能性が高い。2008年に行われたある研究 は妄想のテーマが時代とともに、いかに宗教的／魔術的なものから政治的なものへ、更には技術的なものへと移り変わったかを示した。この研究は、「社会的・政治的な変化と科学的・技術的な発展が、統合失調症における妄想の内容に著しい影響をもたらした」と結論づけた。
精神科医のジョセフ・ウィーナーは、「1940年代の精神病患者は、自分たちの脳が電波によって操作されているという妄想を訴えていた。それに対して、現代の患者は体内に埋め込まれたコンピューター・チップについてよく訴える。」と述べた。
トゥルーマン・ショー妄想は、大衆文化の変化にともなう被害妄想の内容のさらなる進化を示している可能性がある。
ウィーナーは、「リアリティー風番組（リアリティショー）の存在は非常に良く知られており、患者はそれを容易に妄想の体系に取り入れることが出来る。この妄想にとらわれた患者は、自分たちの生活が常にテレビの前の多くの人々によって視聴され、録画され、また解説されているという確信をもつ。」としている。

## 報告例
トゥルーマン・ショー妄想の症例は、アメリカ・イギリスとその他の国で合計40件以上記録されている。ニューヨーク市のベルビュー・ホスピタル・センターに勤務する精神科医で、ニューヨーク大学の精神医学臨床助教授でもあるジョエル・ゴールドは、兄弟のイアン・ゴールド（モントリオールのマギル大学で哲学と精神医学のリサーチ・チェアーを務める）とともにこの妄想に関する研究を主導している。ゴールド兄弟は2002年以来、この妄想を患う十数人の人物（主に25歳から34歳の白人男性 ）と接触してきた。兄弟によって報告された患者のひとりは、911テロの後、このテロ攻撃が彼の「トゥルーマン・ショー」における物語の展開ではないことを確かめるため実際にニューヨーク市を訪れた。別の患者は自らが主役の「ショー」から保護されることを求め、ロウアー・マンハッタンの連邦政府ビルに赴いた。また別の患者（インターンとしてあるリアリティ番組に関わった経験があった）は自分が密かにカメラで追跡されていると信じ込み、2004年のエレクションデーに投票を行った際、当時の大統領ジョージ・W・ブッシュが「ユダ」であると叫び、ベルビュー・ホスピタルに搬送され、ゴールドの目に留まった。
ゴールドの患者であるアッパーミドルクラス出身の陸軍退役軍人は、自由の女神によじ登ることで自らの「ショー」から解放されるという考えをもっていた。この患者は自らの妄想を説明し、「私が世界の中心であり、何百万もの人々の注目の対象であることに気がついた。……私の家族や知人は全員が俳優であり、台本に基づいて、私を世界の注目の的とするための茶番を演じている。」と述べた。
ゴールド兄弟による「トゥルーマン・ショー妄想」という妄想の命名は、ジョエル・ゴールドが当初診察した5人の患者のうち3人が、自分が知覚した経験を映画『トゥルーマン・ショー』と明確に結びつけていたことに由来する。

### トゥルーマン症候群
イギリスにおいては、キングス・カレッジ・ロンドン精神医学研究所の精神科医であるパオロ・フーザル＝ポリ、オリバー・ハウズ、ルチア・ヴァルマッジア、フィリップ・マクガイアがBritish Journal of Psychiatry上で彼らが「トゥルーマン症候群」と呼ぶ症状について説明しており、「世界になんらかの変化が生じ、他者はその変化に気づいているという強い確信であり、患者はそれは自らが映画の題材にされており、映画のセット（にせの世界）のなかで生活していることを示しているのだと解釈する。これらの症状は、統合失調症の前駆期にある人物の主訴としてよく見られる。」と述べている。
この分析では、トゥルーマン症候群が「世界に何らかの重要な変化がもたらされたが、その変化を説明できない」という感覚に、患者が意味を見いだそうとした結果であることが示唆されている。

## 医学的妥当性
トゥルーマン・ショー妄想は公認されたものではなく、『精神障害の診断と統計マニュアル』にも含まれていない。ゴールド兄弟はこの妄想が新たな診断名になるとは主張しておらず、トゥルーマン・ショー妄想は「既知の被害妄想・誇大妄想の変種」だとしている。

## 映画製作者の反応
『トゥルーマン・ショー』の脚本を担当したアンドリュー・ニコルは、この症状の存在を耳にして「自分の映画が病名になるなら、つまりは成功したということだろう」と述べた。